# 安藤仁
安藤 仁（あんどう ひとし、1958年12月7日 - ）は、日本の実業家。日本トランスシティ代表取締役社長、中部経済連合会副会長。

## 人物・経歴
三重県亀山市出身。1981年横浜市立大学商学部卒業、四日市倉庫入社。2004年日本トランスシティ情報システム部長。2008年日本トランスシティ運輸事業部業務部長。2012年日本トランスシティ総務部長。2013年日本トランスシティ取締役。2017年日本トランスシティ常務執行役員関西支社長。2019年日本トランスシティ代表取締役社長社長執行役員営業本部長兼管理本部長兼海外本部長。2019年四港サイロ代表取締役社長、四日市コンテナターミナル代表取締役社長、霞北埠頭流通センター代表取締役社長、四日市港国際物流センター代表取締役副社長、ジェイトランス代表取締役社長も兼ねる。2020年中部経済連合会副会長。